# Анзельмо Джорчеллі
Анзельмо Джорчеллі (італ. Anselmo Giorcelli, нар. 31 грудня 1928, Фонтанетто-По) — італійський футболіст, що грав на позиції воротаря. По завершенні ігрової кар'єри — футбольний тренер.

## Ігрова кар'єра
Народився 31 грудня 1928 року в місті Фонтанетто-По. Вихованець юнацької команди «Трінезе».
У дорослому футболі дебютував 1947 року виступами за команду «Алессандрія», з якою дебютував в Серії А в сезоні 1947/48, зігравши лише у трьох матчах, а клуб понизився у класі. Після цього Джорчеллі ще три сезони виступав за цей клуб (два сезони у Серії В і один у Серії С) будучи основним воротарем команди. Всього за чотири сезони взяв участь у 114 матчах чемпіонату. 
Протягом сезону 1951/52 років захищав кольори «Монци» з Серії В, де також був основним воротарем. У тому ж році він був серед гравців, викликаних до збірної на Олімпійські ігри в Гельсінкі.
1952 року перейшов до «Болоньї» з Серії А, за яку відіграв 9 сезонів, вигравши Кубок Мітропи. Граючи у складі «Болоньї» також здебільшого виходив на поле в основному складі команди. Завершив професійну кар'єру футболіста виступами за команду «Болонья» у 1961 році,зігравши загалом а кар'єру 195 матчів в Серії А і 111 в Серії B.

## Кар'єра тренера
1967 року Анзельмо повернувся до футболу і став технічним директором «Алессандрії». З 1972 року працював асистентом головного тренера клубу, а у сезоні 1974/75 навіть був головним тренером у 27-38 турах Серії В, проте команда зайняла 18 місце і вилетіла в нижчий дивізіон, після чого Джорчеллі покинув клуб.

## Досягнення
- Володар Кубка Мітропи: 1961